# Outlandos d'Amour
Outlandos d'Amour (фр. Злочинці кохання) — дебютний альбом рок-гурту The Police, виданий в 1978 році.

## Про альбом
Outlandos d'Amour, що з'єднує елементи реггі, поп-музики і всього того, що в кінцевому підсумку стане фірмовим звучанням гурту, знаходиться під впливом панку. Починається альбом з панк-орієнтованої «Next to You», далі йде «So Lonely» з відтінком реггі. «Roxanne», присвячена повії, написана Стінгом після відвідування кварталу червоних ліхтарів в Парижі і є однією з найвідоміших пісень гурту. У «Hole in My Life» знову присутні елементи реггі. «Peanuts», написана Стінгом разом з Коуплендом, змішує агресію панку з гумором. Другу сторону альбому відкривають високотемпові «Can't Stand Losing You» і «Truth Hits Everybody». «Be My Girl — Sally» є напівзакінченим віршем Стінга і Саммерса про надувну ляльку. Інструментал «Masoko Tanga» — єдина пісня з альбому, якак не виконувалась на концертах.
Гуртові довелося попрацювати рік, перш ніж пісні з альбому зазвучали по радіо, і їх стали впізнавати. Зіграло свою роль низкобюджетне турне по Америці. «Roxanne» була основним пробивним хітом, на початку 1979-го її почали крутити на всіх радіостанціях США і Великої Британії. Тоді A&M випустила друге видання синглу, і він досяг 12-го місця в британських чартах, а «Can't Stand Losing You» — навіть 2-го. Сам альбом піднявся на 6-е місце.
Майлз Коупленд III, що був тоді на правах менеджера гурту, запропонував спочатку назвати альбом Police Brutality (укр. Поліцейська жорстокість), але почувши «Roxanne», представив більш романтичний імідж гурту і запропонував назву Outlandos d'Amour.

## Список композицій
Всі пісні написані Стінгом, окрім зазначених.
| Перша сторона | Перша сторона                      | Перша сторона |
| #             | Назва                              | Тривалість    |
| ------------- | ---------------------------------- | ------------- |
| 1.            | «Next to You»                      | 2:50          |
| 2.            | «So Lonely»                        | 4:49          |
| 3.            | «Roxanne»                          | 3:12          |
| 4.            | «Hole in My Life»                  | 4:52          |
| 5.            | «Peanuts» (Стінг, Стюарт Коупленд) | 3:58          |

| Друга сторона | Друга сторона                              | Друга сторона |
| #             | Назва                                      | Тривалість    |
| ------------- | ------------------------------------------ | ------------- |
| 1.            | «Can't Stand Losing You»                   | 2:58          |
| 2.            | «Truth Hits Everybody»                     | 2:53          |
| 3.            | «Born in the 50's»                         | 3:40          |
| 4.            | «Be My Girl - Sally» (Енді Саммерс, Стінг) | 3:22          |
| 5.            | «Masoko Tanga»                             | 5:40          |

## Учасники запису
- Стінг — бас-гітара, вокал, губна гармоніка в «So Lonely»
- Енді Саммерс — гітара, spoken word і фортепіано в «Sally»
- Стюарт Коупленд — ударні, бек-вокал

Додаткові музиканти
- Джо Сінклер — фортепіано в «Hole in My Life» і «Masoko Tanga»
- Найджел Грей і Кріс Грей — звукорежисери